# Stade du Hameau
Le stade du Hameau (anciennement stade olympique du Hameau ou stade Colonel-de-Fornel) est un stade destiné à la pratique du rugby et du football, ainsi qu'un complexe de sports et de loisirs comprenant ce stade situé à Pau. Ce stade est la propriété de la ville de Pau depuis 1983 après avoir été rétrocédé par l'armée française, et le club résident est la Section paloise.
D'une capacité de 14 999 places, avant la reconstruction de la tribune Ossau, le stade du Hameau accueille depuis 1991 les rencontres de rugby de la Section paloise, qui se tenaient jusqu'alors au stade de la Croix du Prince depuis 1910.
La construction débute le 15 août 1948, à l'initiative du colonel de Fornel.
La première rénovation du stade du Hameau est opérée en 1988, afin d'accueillir la Section paloise et le Pau FC, pour un second bail, à partir de 1991.
Le stade du Hameau est ensuite entièrement transformé en 2017, et se distingue désormais par son esthétisme. La couverture des tribunes Nord et Est dessine un arc tendu, offrant une silhouette élancée et unifiée, tandis que la forme galbée et translucide du bord d'attaque de l'auvent apporte légèreté et élégance.
Le Pau FC a quitté le Hameau en 2018, disposant désormais de son stade du Nouste Camp. Le club de football palois est cependant contraint de retrouver le Hameau pour un troisième bail temporaire durant la première moitié de la saison 2020-2021, en attendant la mise aux normes Ligue 2 de son nouveau stade.
Enfin, le Hameau accueille également des événements sportifs et culturels, dont la finale de Pro D2 2019.
Même amputé de la tribune Ossau, le Hameau reste le plus grand stade des Pyrénées-Atlantiques, devant le stade Jean-Dauger de Bayonne et le parc des sports d'Aguiléra de Biarritz.
Le stade du Hameau est également le troisième plus grand stade la région Nouvelle-Aquitaine, derrière les stades bordelais du Matmut Atlantique et du stade Chaban-Delmas.

## Repères historiques

### Construction du stade Colonel-de-Fornel

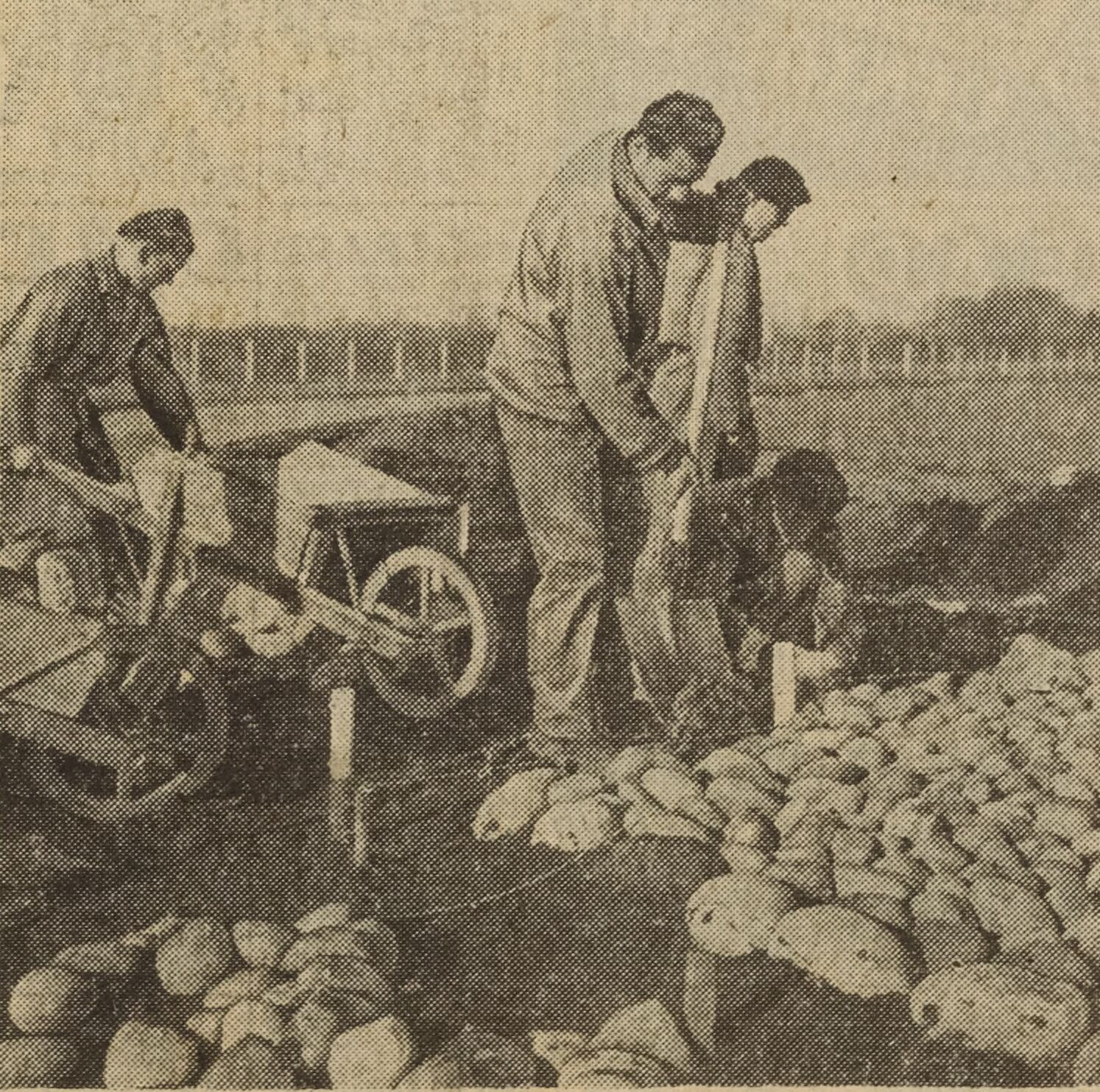
Galets du gave de Pau au stade du Hameau, en 1949. Photo de L'Équipe.

L'École normale militaire de gymnastique de Joinville voit jour le 15 juillet 1852.
Le 3 septembre 1939, en raison de la mobilisation de son personnel enseignant et de ses étudiants au début de la Seconde Guerre mondiale, l'éminente école de Joinville, première école de formation de cadres sportifs en France, doit fermer ses portes à Joinville-Le-Pont après une histoire de plus de 80 ans. Deux ans plus tard, l'école renaît à Pau, au Camp du Hameau, à l'initiative du Général de Lattre.
Le commandement est confié au colonel de Fornel, champion de France de cross-country et qui est un officier emblématique de l'Armée d'Afrique. Formé aux méthodes de Lyautey, cet athlète accompli et officier de la vieille école à l'autorité incontestée, baroudeur de légende était aussi un bâtisseur infatigable, a supervisé la construction du stade de la Garnison de Meknès, au Maroc,.
L'invasion de la zone libre interrompt ses activités, qui reprendront à la Libération sous le nom d'« École nationale d'entraînement physique militaire » (ENEPM). Cette école a pour mission de former les officiers et sous-officiers chargés des sports dans le corps de troupe des Armées de terre et de l'air. Des enseignants civils d’éducation physique et sportive dirigent et encadrent la pratique des sports collectifs et individuels.
En 1948, le colonel de Fornel considère que les terrains de jeu, d'exercice, de concours sont insuffisants et engage une réflexion pour la construction d'équipements sportifs. Le site retenu est une zone marécageuse de touya, au carrefour des routes menant à Morlaàs et à Tarbes,.
La construction débute le 15 août 1948. Le stade sera bâti en un an seulement.

### Stade olympique du Hameau
Le lieu retenu pour la création du stade est en 1949 situé hors des limites du tissu urbain de Pau.
Ces terres font partie de la plaine marécageuse du Pont-Long, où les Ossalois venaient faire paitre les troupeaux, sans doute depuis l'Antiquité.
Les services techniques de la ville de Pau apportent leur soutien à construction, les relations étant au beau fixe entre le colonel et le maire de Pau, Louis Sallenave. En effet, l'« École nationale d'entraînement physique militaire » dispose de crédits limités, et au sortir de la Seconde Guerre mondiale il n'est pas question de solliciter le ministère des Armées. Alors, le colonel de Fornel met ses équipes à contribution, payées en permissions et en nourriture de choix, fournie par une ferme locale, ce qui est inédit dans l'armée française.
De Fornel obtient de la part des forces vives de l'économie béarnaise du ciment, le prêt gratuit d'un bulldozer, de la part des ponts et chaussées celui d'une décapeuse, et ainsi de suite. Le stade prend forme et le touya disparaît, le terrain est assaini, la pelouse s'étale, les pistes et les sautoirs sont construits dans toutes les règles de l'art, avec des galets du gave de Pau triés sur le volet. Enfin, le stade est entouré d'un plan incliné où l'on édifie des tribunes provisoires en attendant que soient débloqués les millions de francs nécessaires à la construction des tribunes en béton, du style du Parc des sports de Bordeaux.
L’inauguration a lieu le 9 octobre 1949 par le général Revers. Cet événement attirant plus de trente mille personnes venues de tout le Béarn et des alentours admirer l’élite du sport français et européen, en assistant aux sauts en parachute et aux compétitions d'athlétisme,.
René Lehmann, chef des sports à L'Aurore estime alors que la capacité d'accueil du stade est de 100 000 places, décrivant le stade comme une « merveille architecturale », n'hésitant pas à effectuer un parallèle avec le stade olympique Yves-du-Manoir, en manque criant d'investissements au moment d’accueillir le tour préliminaire de la Coupe du monde de football 1950 entre la France - Yougoslavie. Le journal Ce soir estime quant à lui que la capacité est de 35 000 places, pouvant être portée à 100 000. Le journal L'Équipe estime qu'il s'agit tout simplement de l'inauguration du « plus beau stade France » .

#### Inauguration
1. Envoi des couleurs.
2. Défilé de 1.200 athlètes avec quatre musiques militaires.
3. Saut en parachute de l'adjudant Léo Valentin de l'ETAP, recordman du monde.
4. Sauts et danses folkloriques par les Pastourelles de Campan
5. Match international d'athlétisme avec la participation des meilleurs internationaux français.
6. Chants basques d'Oldarra
7. Présentation de close-combat
8. Match de Handball France-Espagne

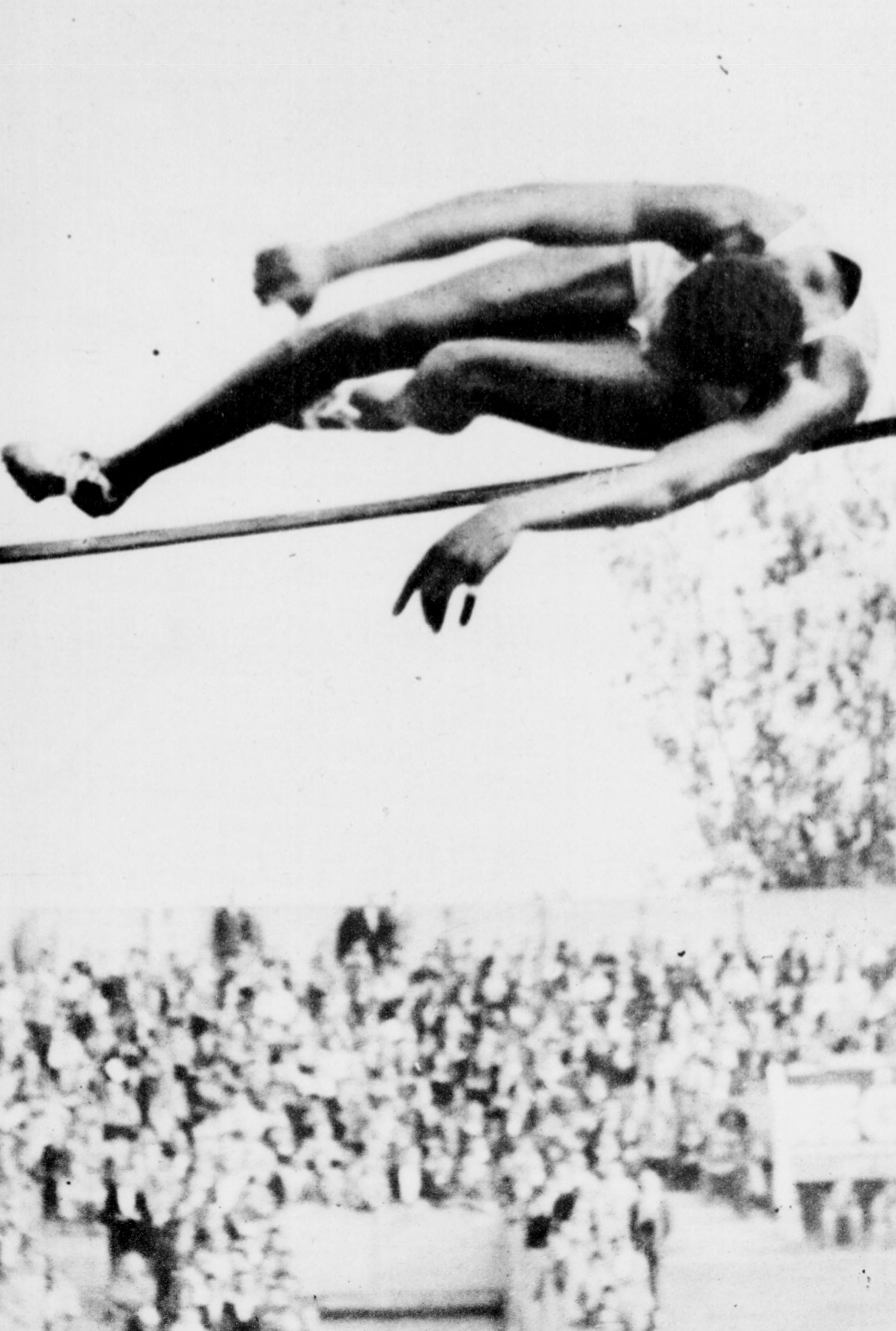
Papa Gallo Thiam au stade du Hameau.
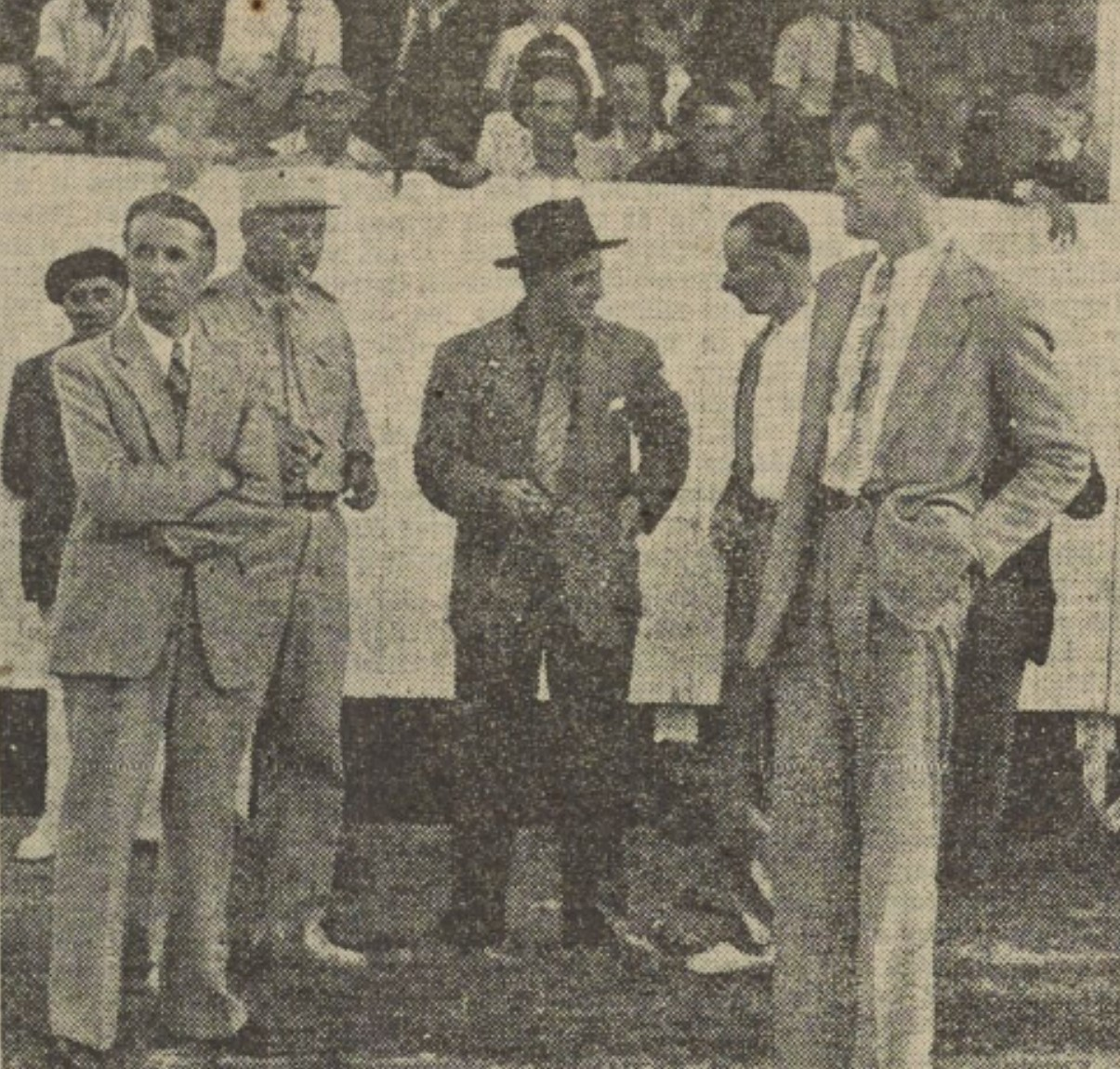
Gabriel Delaunay, Colonel de Fornel, Albert Cazenave, Charles Lagarde et M. Vandeville au stade du Hameau le 9 octobre 1949.
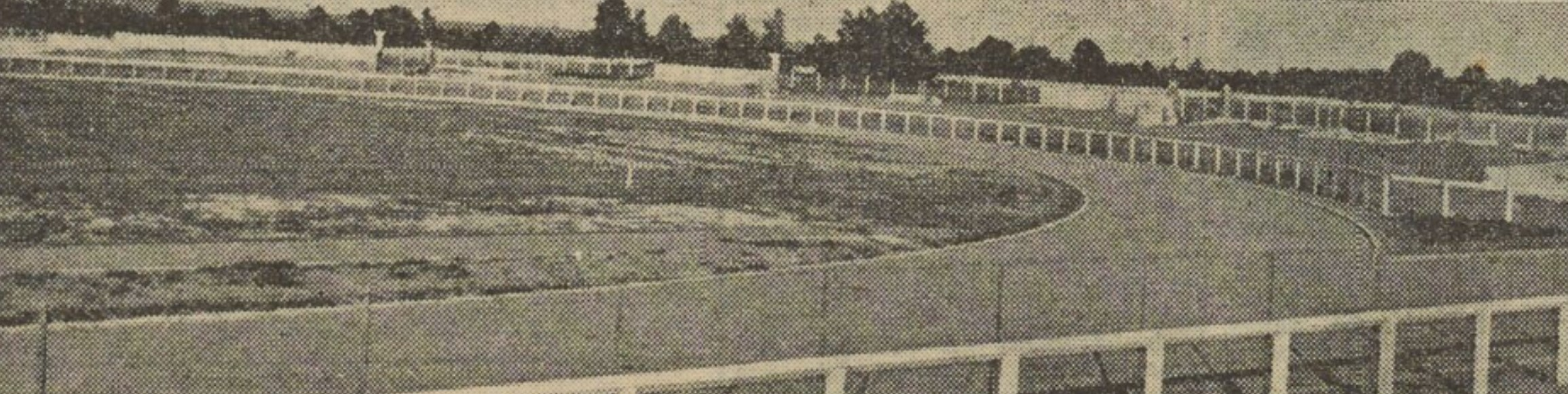
Vue du stade du Hameau, le 9 octobre 1949.

Le jeune Papa Gallo Thiam, alors âgé de 19 ans, bat ce jour-là le record de France de saut en hauteur détenu par Georges Damitio avec 1m99,. Après deux échecs, la troisième tentative du natif de Dakar le voit ravir le record. Thiam tente une barre  à 2m02, mais ne peut améliorer sa marque.
De l’avis de tous les athlètes, les qualités de la piste et des sautoirs sont exceptionnelles, même si Damitio remet en cause, sans doute par jalousie, la planimétrie du sautoir béarnais.
Le gratin de l'athlètisme est présent avec Alain Mimoun, Francis Schewetta, René Valmy, Victor Sillon, André-Jacques Marie, Étienne Bally et Étienne Gailly, tout comme André Mourlon qui ne parvient pas à battre à nouveau son record.
Après l'inauguration du « stade Olympique du Hameau » de Pau, le colonel de Fornel avait pu remettre la somme de 546.710 francs pour les sinistrés des Landes et de Gironde victimes de l'incendie de la forêt des Landes de 1949 qui avait fait 82 victimes.
L'inauguration du stade attire une foule de 31000 personnes, générant une recette de 1 600 000 francs.

### Premiers matches de Rugby
En 1950, les Championnats Internationaux Militaires sont organisés par le colonel de Fornel au Hameau.
C'est durant cette même année 1950 qu'a lieu le premier match de rugby dans ce stade, disputé entre l'équipe de France militaire de rugby et les Combined Services britanniques, à l'issue duquel les Français s'imposent par 8 à 3. En 1951, l'armée de l'air et l'armée de terre s'affrontent lors d'un match de rugby à XV.
Le 26 décembre 1951 a lieu la première rencontre internationale de rugby à XIII, qui voit l'équipe nationale de Nouvelle-Zélande. Les « Kiwis », s'imposent 32 à 12 face à une sélection des « 3B », composée de joueurs basques, béarnais et bigourdans. Pour l'anecdote, le journal Sud Ouest mentionne le stade sous le nom de stade Jean-Hameau. D'après Denis Lalanne, alors correspondant au Figaro, cette rencontre est disputée devant 20 000 spectateurs, ce qui constitue la plus grande affluence de l'histoire du stade pour du Rugby à XIII. Le journal Libération estime toutefois l'affluence à 15 000 spectateurs. Ce match permet de revoir sous le même maillot le Triangle Magique de Jean Hatchondo, André Carrère et Antoine Jimenez, anciens joueurs de la Section partis pour le XIII.
À partir de 1954, les terrains sont graduellement utilisés par la ville de Pau afin d'accueillir les associations sportives de cette ville en plein essor économique avec l'exploitation du gisement de Lacq, dans le cadre d'une convention signée avec le ministère de la Défense.
Enfin, le colonel de Fornel décède au début de l'année 1956 et l'« École nationale d'entraînement physique militaire » est transférée à Antibes peu de temps après.
En 1957, le stade est officiellement renommé « stade Colonel-de-Fornel », en hommage à son créateur.

### Le FC Pau, club résident de 1960 à 1968
Après ces premiers matches de gala disputés au Hameau, le stade est à partir de 1960 occupé par le 1er régiment de chasseurs parachutistes (1er RCP) qui prend possession des lieux pour une durée de six ans.
Le Football-Club de Pau, créé le 16 mai 1959 est ainsi le premier club sportif à s'y établir dès 1960. Le match inaugural, face à Rochefort est remporté 5 à 1.
Le club de football commence son histoire dans ce stade flambant neuf, à la suite de la scission avec les Bleuets de Pau, et y restera jusqu'en 1968, date à laquelle le club s'établira au stade de l'Ousse des Bois.

### Un stade délaissé, projet d'un nouveau stade
Le stade, depuis le départ des militaires, sans clubs résidents, devient peu à peu un « éléphant blanc », situé dans un quartier excentré de la ville.
Ainsi, en 1965, la ville de Pau étudie la possibilité de construire un nouveau stade municipal au Cami Salié, mais le projet n'aboutit pas,,.

### Rugby à XIII dans les années 1970 et 1980
En 1972, c'est le grand retour du rugby à XIII à Pau avec l'accession de l'AS Pau Béarn en Division nationale. Le club joue au Hameau, en alternance avec le stade François-Récaborde, et en novembre 1972, dans le cadre de la Coupe du monde organisée en France, s'y déroule le match opposant la Grande-Bretagne à la Nouvelle-Zélande disputé devant 8 000 spectateurs.
En 1980, le stade est baptisé officiellement « stade Colonel-de-Fornel » par les généraux Pottier et Fayette, en présence des autorités civiles et de nombreux joinvillais. Des travaux d’aménagement sont menés à partir des années 1970 et jusqu'au milieu des années 1980, avec la construction d'une conciergerie, de nouvelles tribunes et l'aménagement du terrain de jeu.
Le stade est définitivement cédé à la ville de Pau en 1983.

### Installation de la Section paloise au début des années 90
Le club de rugby de la ville, la Section paloise, quitte son mythique stade de la Croix du Prince pour le stade du Hameau en août 1990.
La Section paloise s'était installée dès 1910 au  stade de la Croix du Prince, quartier du 14-juillet, où se sont écrites quelques-unes des belles pages de l'histoire du club. Son déménagement au Hameau est un crève-cœur pour de nombreux supporters. Le premier match se déroule le 18 août 1990, face au CA Bordeaux Bègles en challenge du Manoir, et les vert et blanc s'inclinent  0-12 ce jour-là.
Sa capacité maximale, longtemps difficile à évaluer en raison du grand nombre de places debout derrière les poteaux, était estimée avant la rénovation de 2017 à 13 000 spectateurs environ (les différentes sources oscillent entre 13 000 et 14 500 spectateurs pour les plus optimistes). Ainsi, l'une des plus fortes affluences a été établie le 22 janvier 1994 lors de la réception de l'ASSE pour une rencontre de coupe de France, avec un peu plus de 13 000 spectateurs. Une affluence similaire s'est produite le 11 mai 2013 durant la demi-finale d'accession au Top 14 qui a vu s'opposer les équipes de Pro D2 de la Section paloise et du Stade rochelais.
Lors de la saison 2014-2015, le stade se voit doté d'une tribune temporaire supplémentaire d'une capacité de 400 places environ, attenante à la tribune Auchan. Cette tribune a été retirée à la fin de la saison et des travaux ont été entamés pour ériger une tribune provisoire d'une capacité de 2 996 places derrière les poteaux est. Cette tribune est composée d'une tribune centrale couverte de 1 212 places, à laquelle s'ajoutent deux tribunes latérales non couvertes. Une polémique enfle lorsque les abonnés s’aperçoivent que les barrières de sécurité bloquent une grande partie de la vue. Ces nouveaux aménagements ont pour but, à terme, de porter la capacité du stade à 18 426 places, dont 17 000 assises,.
Les supporters de la Section paloise chantent régulièrement la Honhada et De cap tà l'immortèla.
À son retour en National, le Pau FC évolue au stade du Hameau, entièrement rénové lors de la saison 2017.

### Le tournant des années 2010: un stade moderne de 18 000 places
Au début des années 2010, il devient évident que le Hameau est en grand besoin de rénovation, 20 ans après sa première rénovation. Yves Urieta, candidat aux municipales de 2008, évoque un stade fermé de 20 000 places. Cette même année, François Bayrou, candidat battu à la mairie de Pau, se prononce pour la création d'un nouveau stade.
François Bayrou accède à la mairie de Pau le 4 avril 2014 et engage finalement une rénovation du stade.
La rénovation du stade est achevée en 2017 pour un coût total de 15,6 millions d’euros, et le choix de l’architecte se porte sur le palois Julien Camborde. Le chantier dure dix-huit mois, et mobilise de nombreuses entreprises du bâtiment, avec jusqu’à 80 ouvriers au plus fort des travaux. La capacité du stade est portée à 18 324 places, dont 3 000 provisoires et 1 500 loges.
Le stade du Hameau forme aujourd’hui un «U» et devrait à terme se voir doter d'une tribune supplémentaire afin de fermer l'enceinte et de former un ovale. Le stade ainsi fermé viendrait réaliser la vision du colonel de Fornel en 1949.
Avec cette enceinte flambant neuve, la Section passe dans une nouvelle dimension. Le nombre de places assises est ainsi passé en moins de trois saisons de 6 600 à 17 300 sièges, la capacité totale d’accueil étant aujourd’hui de 18 426 spectateurs.
Les premiers travaux ont commencé en décembre 2016, avec la tribune Nord livrée au début de la saison 2017/ 2018, composée de trois niveaux avec des loges privatives, un espace de réception et une brasserie. La livraison de la tribune d’honneur, haute de 25 mètres, a clos le chantier fin novembre 2017.
Particularité de ce stade, les tribunes sont protégées à l’extérieur par une double peau, limitant ainsi l’entrée du vent pour un meilleur confort du public, mais aussi pour réduire les nuisances du vent durant les rencontres. Enfin, l'immense esplanade avec vue sur la pelouse, confère la possibilité aux spectateurs de voir tranquillement l’échauffement et le match autour d’un verre depuis le bar intégré dans cet espace de 800 m².

La Section paloise a également agrandi la boutique officielle du club avec une surface de 200 m² et a créé une bodega de 1 000 m² baptisée « Le Hangar » pour prolonger l’esprit de convivialité entre joueurs et supporters.

« Si la Section fait une bonne saison, je rajouterai le dernier côté »

— François Bayrou, maire de Pau
Les nouveaux vestiaires comptent 28 emplacements individuels et offrent un espace d’échauffement de 60 m² destinés à l'échauffement. Les visiteurs au Hameau y disposent désormais d’un vaste vestiaire de 87 m2 avec un espace de soins doté de trois tables de massages.
Clin d’œil de l'histoire, le «nouveau» stade du Hameau, avec ses 18 324 places, est inauguré à l'occasion du match entre la Section paloise et l'Union Bordeaux Bègles, disputé à guichets fermés, qui fut le premier adversaire du club en ce lieu.
Le coup d’envoi des festivités est donné par les Tambours du Bronx, puis François Bayrou, maire de Pau, coupait officiellement le ruban tricolore, accompagné de Bernard Pontneau, président du club et Emmanuel Eschalier, DG  de la LNR.
Afin de rappeler le passé militaire du stade, c’est un hélicoptère de l’armée qui a apporté le ballon du match, clos par un magnifique feu d’artifice.
Le dernier match du Pau FC dans ce stade a été disputé face au Red Star Football Club le 10 mai 2018. Le Pau Football Club quitte le stade en 2018 afin de prendre possession du Nouste Camp.
En 2017, le maire de Pau François Bayrou a inauguré la nouvelle avenue du Bataillon-de-Joinville en hommage au colonel de Fornel, qui facilite l'accès au stade plus facile depuis la D817.
Le Stade du Hameau est un stade connecté, grâce à la présence de 20 bornes WIFI.

## Caractéristiques architecturales

### Architecture et caractéristiques du stade

#### Rénovation de 1988
Le stade du Hameau a été rénové une première fois en 1988 afin d'accueillir la Section paloise, à la suite de l'abandon du stade de la Croix du Prince.
La Tribune Honneur est mise aux normes et la pelouse ressemée.
Enfin, une nouvelle tribune de face est édifiée.

#### Rénovation de 2017
L’originalité de la rénovation portée par l’architecte palois Julien Camborde, réside dans l’extension opérée à partir de l’ancien stade, sans destruction de l'existant, en fermant les tribunes Honneur et Face, qui a été surélevée. C'est la construction d'une troisième tribune Nord qui permet de former une forme de U. L'idée a été de préserver l’âme du Hameau en conservant les tribunes historiques Est & Honneur, et de créer de nouveaux espaces réceptifs (Bodega, buvettes, loges, etc.),.
Les travaux se sont déroulés sans interrompre les matchs, en site occupé.
L'extérieur du stade est désormais doté d'un habillage blanc translucide, afin de doter cet équipement d'une unité architecturale et de laisser passer la lumière.

#### Les grandes étapes de la rénovation du stade
Le permis de construire a été déposé en octobre 2015. Les travaux ont débuté en mars 2016 pour terminer en novembre 2017. Le chantier s'est échelonné en trois phases :
- phase 1 : construction de places supplémentaires en Tribune Est (Teréga), concernant la partie inférieure - livraison en août 2017
- phase 2 : construction de la Tribune CA Pyrénées Gascogne à la place de l'ancienne butte en terre - livraison en juillet 2017
- phase 3 : surélévation de la Tribune Est (Teréga) - livraison en décembre 2017.

Une quatrième phase concernera la construction d'une seconde tribune latérale, en remplacement de l'ancienne Tribune Ossau.
- phase 4 : la reconstruction de la Tribune Ossau est actuellement à l'étude - pas de planning communiqué à ce jour[56].

##### Mise aux normes football - Ligue 2
À l'occasion de la montée du Pau FC en Ligue 2, le stade du Hameau, principalement destiné à la pratique du rugby à XV, doit être mis aux normes du football professionnel français.
En effet, il devient le stade du repli du Pau FC, puisque le nouveau Nouste Camp de 2018 ne répond pas en l'état aux critères d'éligibilité.
Ainsi, ce sont 1,2 million d’euros qui ont été investis au stade du Hameau afin d'installer une pelouse hybride capable d’accueillir régulièrement deux équipes de haut niveau en rugby et football, en attendant l’agrandissement du Nouste Camp.
De plus, la ville a procédé à l'ajout de nouveaux éclairages et l’aménagement d’une entrée réservée aux supporters adverses. Les travaux ont débuté en mai 2020.

### Futures évolutions

#### Tribune Ossau
En 2020, François Bayrou, candidat à sa réélection à la mairie de Pau, a confirmé son intention de construire une quatrième tribune au stade du Hameau. Il envisage de "fermer" le stade en remplaçant la tribune provisoire actuelle située côté Sud.Le projet implique des étapes préalables telles que des études programmatiques, des concours d'architecture et des appels d'offres, rendant improbable une fin des travaux avant la fin de son mandat.
A noter, la capacité d'accueil totale de la future structure n'a pas été révélée à ce jour.

#### Changement toit Tribune Honneur
Enfin, la pelouse du stade du Hameau est prompte à se dégrader, en raison de l'orientation des tribunes et du manque de lumière qui en résulte.
Ainsi, afin de pérenniser la pelouse, il faudrait doter la Tribune Honneur d'un toit translucide, car l'absence de lumière est en grande partie responsable de la piètre qualité du gazon sur la bande située en permanence à l'ombre.

#### Futur stadeRobert-Paparemborde?

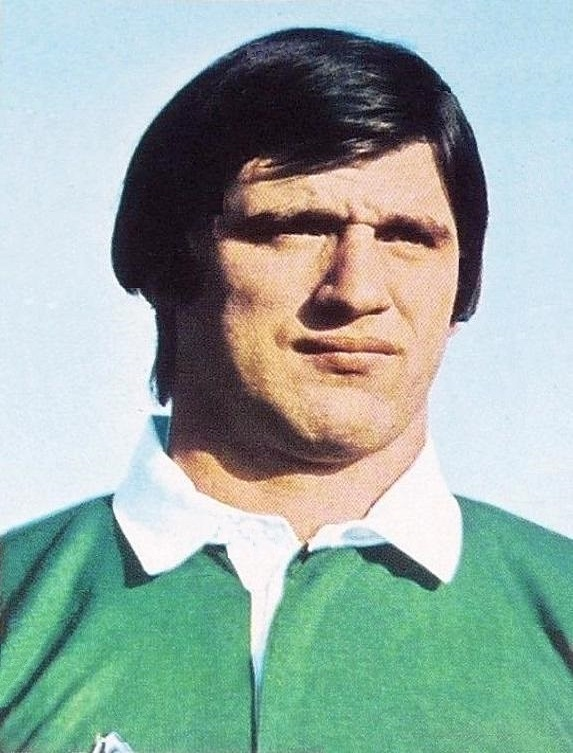
Robert Paparemborde, icône de la Section paloise avec 17 saisons au club.

Le stade a connu différentes appellations durant son histoire. Inauguré en 1949 sous l'appellation stade olympique du Hameau, l'enceinte est rebaptisée stade Colonel-de-Fornel en hommage à son créateur en 1957.
Toutefois, l'appellation stade du Hameau est la plus fréquemment usitée dans le langage courant, du nom du quartier de la ville de Pau bâti par Henri II, roi de Navarre.
Des rumeurs de plus en plus insistantes font état d'une possibilité que le stade change de nom, rebaptisé d'après le nom d'un des rugbymen béarnais les plus emblématiques.
En 2009, l'actuel président de la Section paloise Bernard Pontneau et la maire de la Ville de Pau, propriétaire du stade, Martine Lignières-Cassou se proposent de changer le nom du stade en stade Robert-Paparemborde.

« Je n'ai qu'un souhait, que ce stade soit à la hauteur des ambitions du club professionnel et que sa rénovation soit parachevée par le nom emblématique de Paparemborde. »

— Martine Lignières-Cassou
Paparemborde était également un ami de François Bayrou, qui une fois élu maire de Pau et le projet de rénovation du stade du Hameau en route, a envisagé de baptiser l'enceinte stade Paparemborde après sa rénovation de 2017,

## Description du complexe

### Tribunes

#### Tribune Honneur

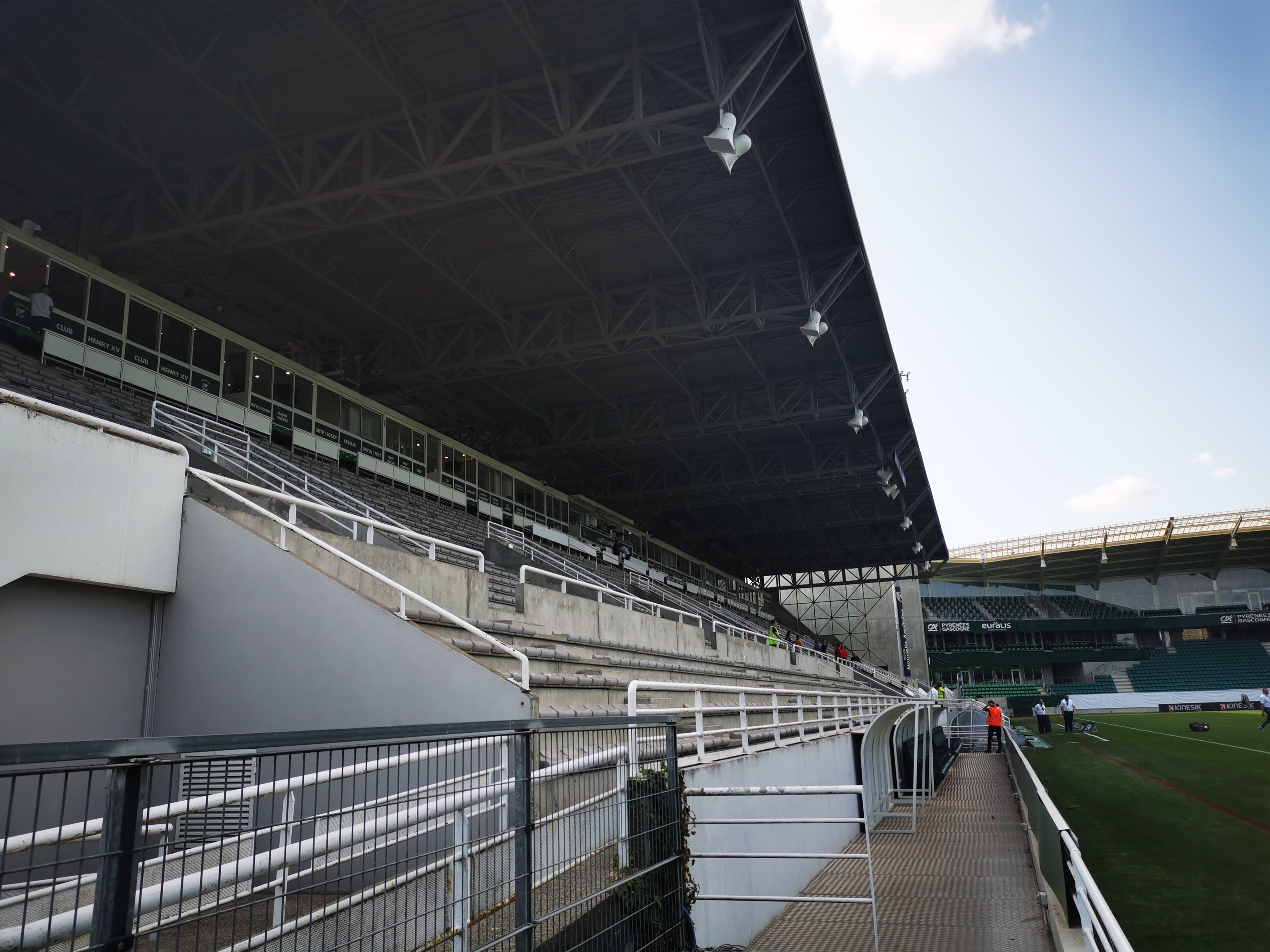
Tribune Honneur.

La tribune Honneur est la plus ancienne du stade, construite en 1949 puis rénovée en 1988.
Toutefois, ce n'est la pas tribune du stade qui peut contenir le plus de supporters, car elle n'offre que 4300 places.
La nouvelle tribune Est Teréga accueille 6 836 personnes.
La tribune Honneur est située à l'Ouest du terrain de jeu.

#### Tribune EstTeréga
Cette tribune a été partiellement détruite puis reconstruite en 2017. Le toit a notamment été enlevé afin de procéder à une surélévation de l'infrastructure.
La tribune Teréga, nommée d'après son sponsor dans le cadre d'une opération de naming jusqu'en 2023, a été la dernière tribune livrée en 2017.
Le toit de cette tribune décrit un arc de cercle et est destiné à donner au stade un aspect visuel harmonieux et facilement identifiable, et se prolonge au-delà de l'aplomb des premiers sièges. L'avant-toit couvre la zone pesage jusqu'à la main courante. Elle présente une capacité de 6 836 places assises.

#### Tribune nord Crédit Agricole Pyrénées Gascogne

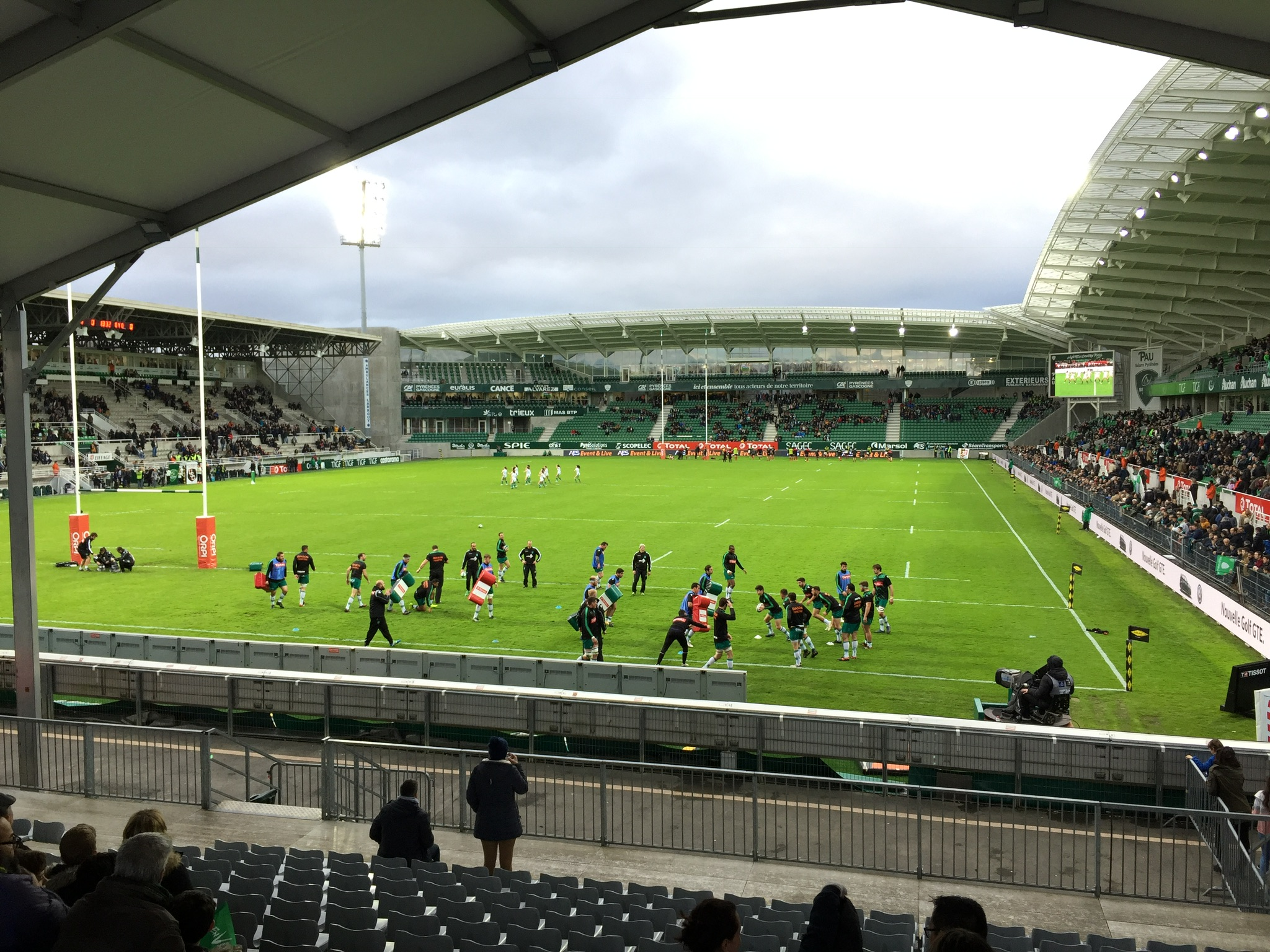
Tribune nord CA Pyrénées Gascogne

C'est la tribune de l'en-but nord, nommée d'après le Crédit agricole Pyrénées Gascogne dans le cadre d'une opération de naming . Cette tribune a été entièrement détruite puis reconstruite en 2017.
L’esplanade du 1er étage offre une vue sur l’aire de jeu et la chaîne des Pyrénées.
Cette tribune est conçue pour permettre de déambuler dans le « Préau », esplanade publique avec buvettes, sur 600 m2 au 1er étage, et vue sur le stade, ou accéder à la bodega Le Hangar. Elle offre une capacité de 2 309 places assises et 873 places assises VIP.
Enfin, cette tribune est équipée d’une double peau afin de protéger du vent.

#### Tribune sud Ossau
La tribune Ossau était la tribune de l'en-but sud, nommée d'après la vallée d'Ossau et le pic du Midi d'Ossau, emblème de la Section paloise omnisports depuis 1902. Couverte d'un toit en décembre 2016, elle est démontée en 2020 et transférée au Nouste Camp, Cette tribune est venue en remplacement d'une ancienne butte de terre. Elle a été la première tribune latérale du stade et a modifié la physionomie du Hameau.
La tribune Ossau sera reconstruite dans les années à venir afin de fermer l'enceinte du stade, mais aucune date n'est confirmée à ce jour,.

## Terrain de jeu
La pelouse du stade du Hameau a eu une durée de vie de trente ans, puisqu'elle a été semée en 1989, avant d'être changée en mai 2018.
Cette pelouse souffrait énormément en raison de la présence de paturin, à partir de l’automne et au cœur de l’hiver. La pelouse était ainsi l’une des plus mal classées parmi les pelouse des équipes professionnelles en France, selon les évaluations de la LNR. Elle était régulièrement critiquée à la fin des années 2010, en raison de la très faible qualité du gazon,.
Ainsi, à l'occasion du match entre le Pau FC et le PSG disputé le 29 janvier 2020 et qui a mis en lumière la pelouse au niveau national, les critiques de la presse écrite et radio parisienne ont été particulièrement virulentes,.
Pour expliquer cet état de fait, les responsables de la mairie, propriétaire du stade depuis la rétrocession de 1983, évoquent un champignon, le pyricularia oryzae contre lequel il serait particulièrement complexe de lutter et qui abîmerait le revêtement.

### Pelouse hybride chauffée
Afin d'améliorer la surface de jeu, le stade se voit doter d'une pelouse hybride, afin d'obtenir un rendu esthétique, performant et écoresponsable, en juin 2020. Depuis, de nombreux clubs du Top 14 ont fait des choix similaires. La Section paloise ambitionne que cette surface de jeu devienne un terrain « pilote en Top 14 ». C'est l'entreprise Sogeba qui est chargée de la reconfiguration des sols et du drainage. La société Sportingsols se voit attribuer le marché de la pose de la pelouse hybride, qui est dotée d'un système de régulation thermique permettant de connaitre en temps réel la température du sol.
Durant l'été 2024, la pelouse est de nouveau affectée par un ensemble de maladies. En conséquence, le début de la saison 2024-2025 est incertain, la pelouse risquant de ne pas être homologuée par la LNR. Finalement, elle est validée à temps pour la réception de Bayonne, mais demeure dans un état préoccupant, provoquant la colère du staff et des joueurs, obligés de délocaliser certains entrainements dans les Landes.

#### Pelouse connectée écoresponsable
Des capteurs optiques permettent de mesurer la teneur en chlorophylle du gazon, et des humidimètres permettent de contrôler la répartition de l'eau sur l'ensemble de la pelouse.
L'instrumentation est destinée à piloter une stratégie répondant aux standards de la « nouvelle agronomie », en limitant le recours aux différents intrants (eau, produits phytosanitaires) dans le cadre de la démarche écoresponsable de la Section paloise.
Cette nouvelle pelouse est en substrat hybride avec des fibres « stitchées ». Après la pose de sable et le semis du gazon, des fibres seront installées à la verticale, tous les 2 cm² sur une profondeur de 18 cm, afin de stabiliser le sol. Le gazon se fixe sur ces fibres, permettant une plus cohésion de l’ensemble.
Le nouvel intendant, Thomas Hugo-Viney, qui est un écarteur champion de France de courses landaises, arrive en provenance du club anglais d'Arsenal,.
L'installation de cette pelouse nouvelle génération s'est faite en plusieurs étapes,.
- Terrassement: drainage entre 1,20 et 1,70 m sous terre au niveau du sol profond et décapage entre 40 cm et 1m.
- Traitement de stabilisation à la chaux: réalisation du fond de forme.
- Système de drainage: installation d’un réseau de collecteurs périphériques, d’un drainage en épis ainsi que de canalisations d’arrosage.
- Chauffage de la pelouse: installation d'un système de régulation thermique.
- Couverture avec substrat
- Gazon

Afin de pérenniser la pelouse, il faudrait doter la Tribune Honneur d'un toit translucide, car l'absence de lumière est en grande partie responsable de la piètre qualité du gazon sur la bande située en permanence à l'ombre sous la tribune principale.

## Aspects financiers

### Un des stades les plus économiques de France
La rénovation du stade du Hameau en fait l'un des stades parmi les plus économiques de France, puisque le coût des travaux s'est monté à environ 15 millions d'euros, ce qui permet d'obtenir un prix moyen de la place relativement bas, inférieur à 2 000 € / place. Ce budget est à mettre en relation avec d'autres réalisations similaires en France, où le prix moyen se situe généralement entre 4 000 et 6 000 € par place.
Initialement estimée à 12 millions d'euros, la rénovation aura coûté 15,6 millions d'euros hors taxes dont 2 millions pour la ville de Pau, 8,1 millions d'euros pour la communauté d'agglomération de Pau, 2,5 pour la région et 3 millions pour le département.

## Rencontres illustres

### Athlétisme
Papa Gallo Thiam bat le record de France de saut en hauteur détenu par Georges Damitio avec une barre de 1m99, le 9 octobre 1949 lors de l'inauguration du stade. Premier français à franchir 2m au saut en hauteur.

### Rugby à XIII
Le 25 décembre 1951, une sélection 3B (Béarn-Bigorre-Pays Basque) amputée de certains de ses meilleurs éléments s'incline contre les Kiwis de Nouvelle-Zélande sur le score de 12 à 32 au stade du Hameau, que le journal Sud Ouest appelle Stade Jean Hameau,.
Les anciens sectionnistes André Carrère et Antoine Jimenez se mettent en évidence durant ce match.
En novembre 1972 la Grande-Bretagne bat la Nouvelle-Zélande 43 à 13 dans le cadre de la Coupe du Monde devant 8 000 spectateurs.
À l'époque le stade, encore militaire, ne possédait qu'une seule tribune principale, complétée par des gradins amovibles.
Depuis sa réfection, en 1988, des équipes prestigieuses ont joué au stade du Hameau.

### Football
En 1957, pour l'un des premiers matches de football disputé au Hameau, les voisins guipuzcoans de la Real Sociedad font match nul 3 à 3 face à l'OGC Nice devant 6 000 spectateurs.
En football, depuis la première rénovation de 1998, on peut citer l'AS Saint-Étienne, le Nîmes Olympique, l'AS Cannes (alors coachée par Luis Fernandez) ou encore le Paris Saint-Germain (en 1998, à l'occasion des 8e de finale de la Coupe de France).
Lors du parcours du Pau FC en Coupe de France 2019-2020, le club a disputé ses 2 matches à domicile face à des équipes de Ligue 1, les Girondins de Bordeaux et le PSG, battant le record d'affluence en configuration football avec 16700 personnes.
L'équipe de France Espoirs a également joué à Pau, en match amical, le 12 mars 1997, contre la Suisse. Parmi les jeunes Français présents ce jour-là, on peut citer Patrick Vieira, Thierry Henry ou encore David Trezeguet.
Le 18 mai 2006, les jeunes tricolores jouent à nouveau au stade du Hameau, cette fois-ci contre la Croatie. On retrouve notamment dans cette équipe Steve Mandanda, Bakari Sagna ou encore Yoann Gourcuff.
Michel Platini a également foulé la pelouse du Hameau à l'occasion du jubilé de Dominique Vésir, en 1988.
Le Pau Football Club y jouait également ses rencontres à domicile jusqu'en 2018. Depuis la saison 2018-2019, il évolue dans un nouveau stade destiné au football et situé à quelques centaines de mètres du stade du Hameau.

### Rugby à XV
L’Équipe de France féminine de rugby à XV  y a reçu l’Irlande en match du Tournoi des Six Nations féminin en 2012 et 2014.
En 2016, l’Équipe de France de rugby à XV des moins de 20 ans battait l’Angleterre dans un stade archi-comble.
Le 22 février 2019, l’Agglomération coorganise un match du Tournoi des 6 Nations de rugby moins de 20 ans entre la France, championne du monde, et l’Ecosse.
La Section paloise est un club historique du rugby français avec des participations régulières au sommet de la pyramide des divisions, dont le Top 16, puis le Top 14. Les meilleures équipes françaises se déplacent donc régulièrement au Hameau.
En 2014, devant 8 500 spectateurs, l'équipe de France féminine de rugby remporte le Grand Chelem en battant l'Irlande lors de la dernière rencontre du Tournoi des Six Nations.
- Coupe d'Europe de rugby à XV :

| Date            | Stade                | Équipe          | Score | Équipe           |
| --------------- | -------------------- | --------------- | ----- | ---------------- |
| 9 novembre 1998 | Stade du Hameau, Pau | Section paloise | 35-18 | Leicester Tigers |

## Environnement

### Équipements à proximité
Le complexe sportif du Hameau est situé à proximité immédiate du stade. Par ailleurs, le nouveau stade de football de Pau a vu le jour en 2018 non loin de ce stade. En 2023, la CAPP (Communauté d'agglomération de Pau-Pyrénées) révèle travailler sur un projet urbain pour aménager un nouveau quartier autour du stade du Hameau, couvrant 59 hectares à l'est de l'avenue Nobel, comprenant diverses zones telles que l'ancien camp militaire Pissard-Santarelli, le parc arboré du sanatorium, les stades, la plaine sportive et des terres agricoles. Plusieurs projets, dont celui de la Section paloise, sont en cours de développement sur ce site, avec un accent sur le sport, les loisirs, et le logement d'entreprises locales. Le financement est en discussion, et le projet vise à être respectueux de l'environnement en mettant en œuvre des pratiques durables.

### Moyens d'accès
Le stade est accessible via un parking dédié. Il est également possible de s'y rendre en bus grâce au réseau Idelis. Deux lignes appelées Ovaligne sont destinées à l'accès au stade les jours de match.

#### Transports en commun
- Lons — Perlic Sud ↔ Pau — Stades du Hameau.
- Pau — Facultés ↔ Pau — Stade du Hameau.

#### Routier
Le nouveau stade de Pau est situé à proximité immédiate de la D817, plus communément appelée route de Tarbes et l'avenue Alfred-Nobel ou D943 reliant Pau à Morlaàs.
Le stade est également facilement accessible depuis l'A64 sortie Pau-Centre, via la rocade de Pau.

#### Parking
En 2022, TotalEnergies Renouvelables France annonce sa volonté d'investir 3 millions d'euros dans la construction d'ombrières photovoltaiques sur une surface de 12700m2. Les 6000 modules produiraient annuellement 3500 MWh.

## Galerie

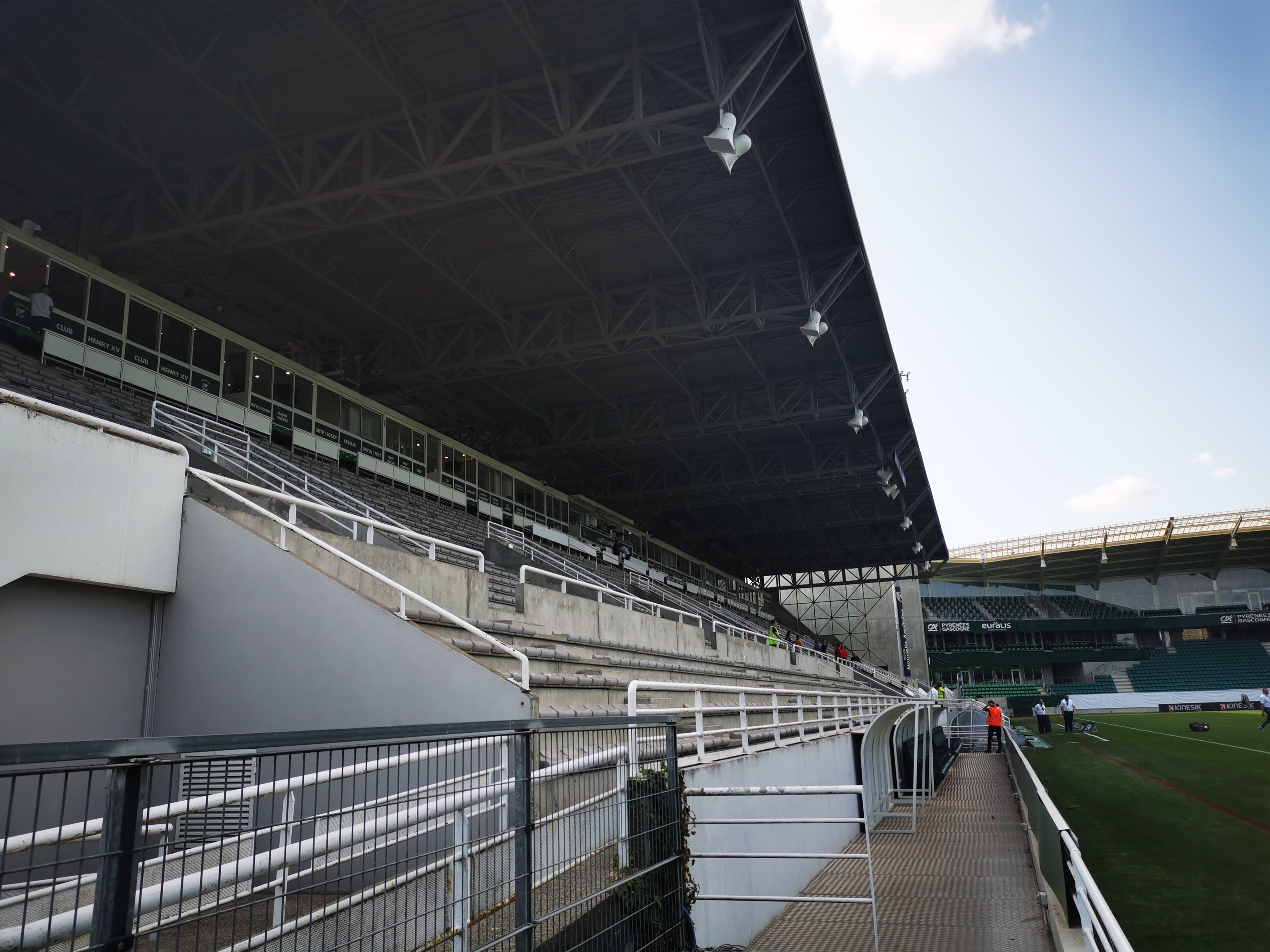
Tribune Honneur.
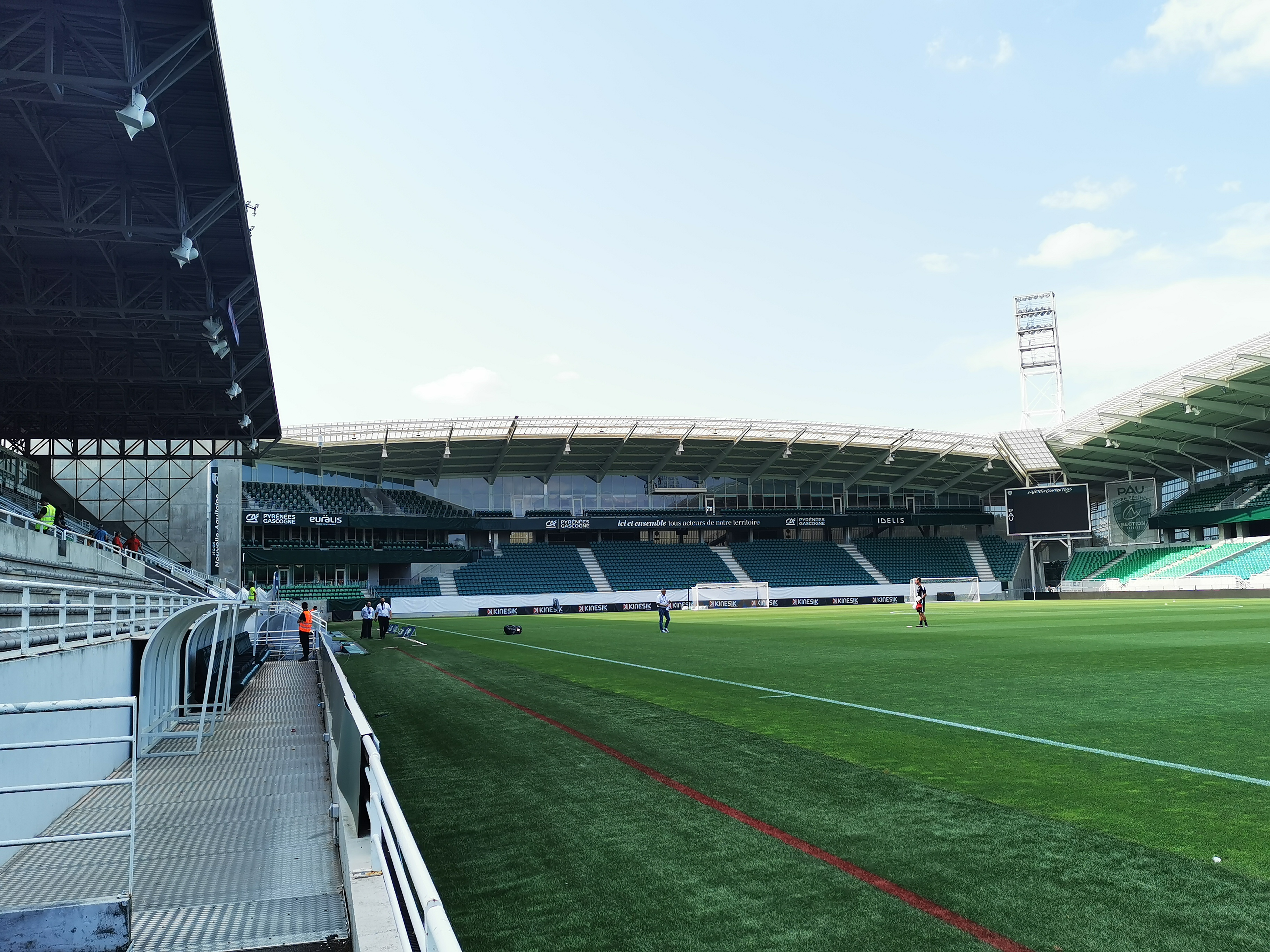
Tribune Nord.
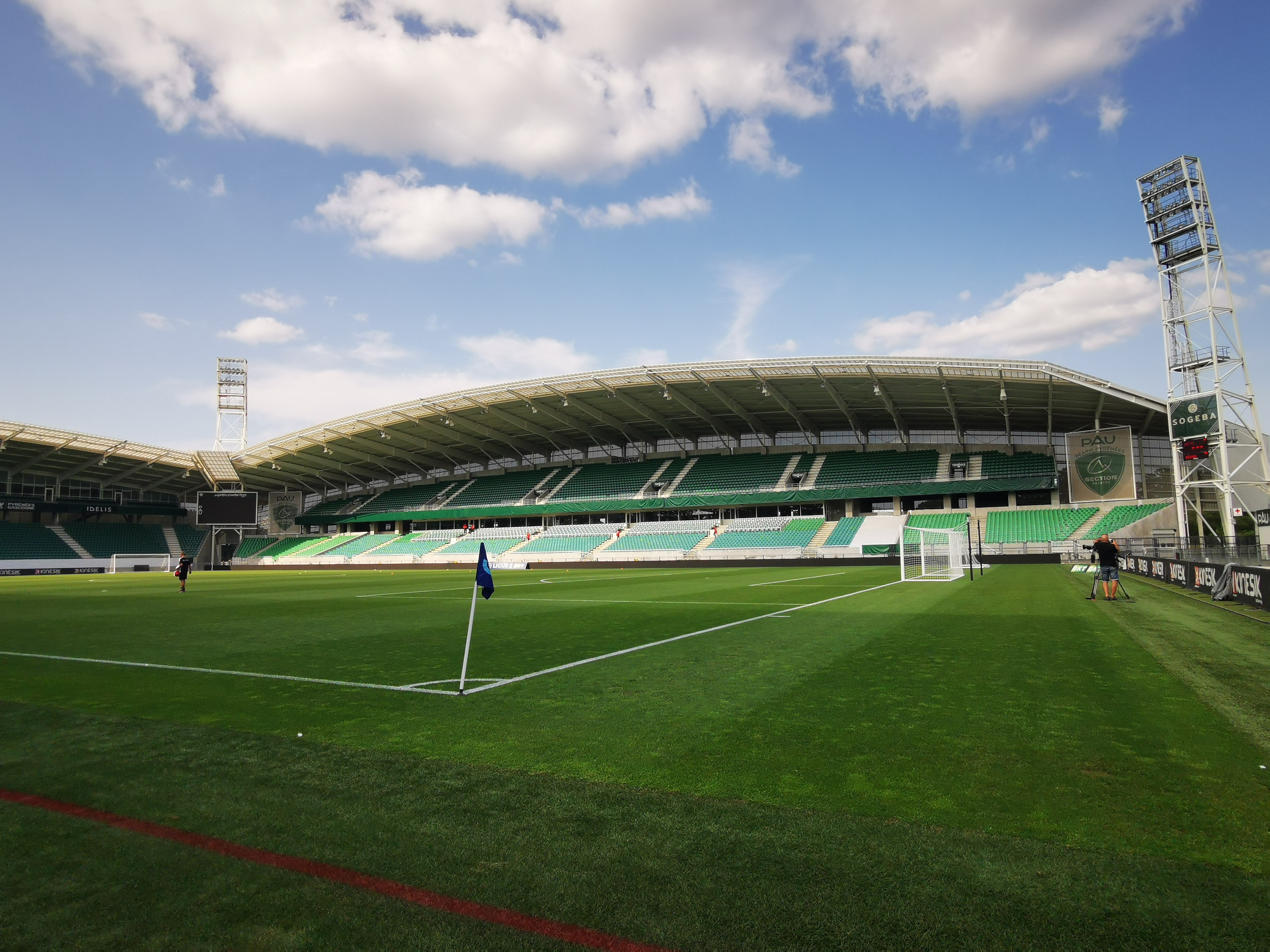
Tribune Face.

| Image externe | |
|               | Série de photos du stade du Hameau après sa rénovation en 2017, sur le site web du cabinet d'architectes Camborde. |

| Image externe |                                                                |
|               | Vue aérienne du stade du Hameau sur IGN « Remonter le temps ». |

## Transport
Le stade est desservi par l'Ovaligne, la navette gratuite qui dessert le stade du Hameau les jours de matchs.
Deux circuits fonctionnent pour chaque rencontre :
- Le circuit A dessert les arrêts Facultés, Saint John Perse, Cité multimédia et Auriol.
- Le circuit B au départ de Verdun (cours Camou) dessert les arrêts Gare (arrêt P23), Usine de tramways avec un terminus au stade du Hameau.